# Neea tristis
Neea tristis är en underblomsväxtart som beskrevs av Anton Heimerl. Neea tristis ingår i släktet Neea och familjen underblomsväxter. Inga underarter finns listade i Catalogue of Life.